# راه‌اندازی چند دوربین

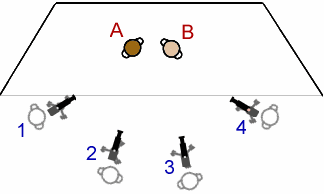
نمودار نشانگر راه‌اندازی چند دوربین

راه‌اندازی چند دوربین، نحوه تولید چند دوربین، چند دوربین یا به سادگی مولتی‌کم روشی برای ساخت فیلم و تولید فیلم است. چندین دوربین - فیلمبرداری یا فیلمبرداری حرفه‌ای - در این مجموعه کار می‌کنند و همزمان صحنه‌ای را ضبط یا پخش می‌کنند. این روش اغلب با راه‌اندازی تک دوربین، که از یک دوربین استفاده می‌کند، در تضاد است.
به‌طور کلی، هر دو دوربین بیرونی در هر زمان معینی از عکس‌های کلوزآپ یا «ضربدری» از دو شخصیت فعال روی مجموعه استفاده می‌کنند، در حالی که دوربین مرکزی یا دوربین‌ها برای گرفتن کلیت اکشن و ایجاد جغرافیای اصلی، یک مستر شات بزرگتر را می‌گیرند. در این روش چندین عکس بدون نیاز به شروع و متوقف کردن در یک عکس گرفته می‌شود. این برای برنامه‌هایی که قرار است مدت کوتاهی پس از فیلمبرداری نشان داده شود، کارآمدتر است زیرا باعث می‌شود زمان صرف شده در فیلم یا ویرایش ویدئو کاهش یابد. همچنین برای نمایش‌های منظم و پرمصرف مانند سریال آبکی روزانه یک ضرورت مجازی است. جدا از صرفه‌جویی در زمان ویرایش، صحنه‌ها ممکن است خیلی سریع‌تر فیلم‌برداری شوند زیرا دیگر نیازی به نورپردازی مجدد و تنظیم زوایای دوربین جایگزین برای صحنه مجدداً از زاویه متفاوت نیست. همچنین پیچیدگی ردیابی موارد پیوستگی که هنگام برداشت مجدد صحنه از زوایای مختلف، برش می‌خورد را کاهش می‌دهد. این یک بخش اساسی از تلویزیون زنده است.
ضعف‌ها شامل روشنایی کمتری هستند که نیاز به سازش برای همه زوایای دوربین و انعطاف‌پذیری کمتری در قرار دادن تجهیزات لازم در صحنه مانند رونق دکل دوربین بسیار مناسب می باشد زیرا احتمال سرقت را کاهش می دهد و در هزینه ها صرفه جویی می شود. اشکال دیگر در استفاده از فیلم است: یک مجموعه چهار دوربین ممکن است در مقایسه با یک دوربین، چهار برابر بیشتر از فیلم (یا فضای ذخیره‌سازی دیجیتال) در هر بار استفاده کند. در حین عکس‌برداری، کارگردان و دستیار کارگردان با ایجاد دستورالعمل به کارگردان فنی (یا میکسر تلویزیونی در اصطلاحات انگلستان) خط را ایجاد می‌کنند تا بین فیدهای دوربین‌های جداگانه جابجا شود. در مورد سیتکام‌ها با مخاطبان استودیویی، این برش خط به‌طور معمول در مانیتورهای استودیویی برای آن‌ها نمایش داده می‌شود. برش خط ممکن است بعداً در ویرایش تصفیه شود، زیرا غالباً خروجی همه دوربین‌ها، به‌طور جداگانه و به عنوان یک صفحه مرجع ترکیبی به نام تقسیم q ضبط می‌شود. دوربینی که در حال حاضر به برش خط ضبط شده‌است توسط یک چراغ کشویی کنترل شده توسط یک واحد کنترل دوربین (CCU) در دوربین به عنوان مرجعی برای بازیگران و اپراتورهای دوربین نشان داده شده‌است.